# Jan Kaczmarkiewicz
Jan Kaczmarkiewicz (ur. 1904, zm. 1989) – polski malarz, historyk sztuki, pedagog.

## Życiorys
Studiował historię sztuki i architekturę klasyczną na Uniwersytecie Poznańskim.
W 1929 wykonywał ilustracje do pism katolickich. Po uzyskaniu stypendium w 1932 wyjechał na studia malarskie do Wilna, gdzie kształcił się na Wydziale Sztuk Pięknych Uniwersytetu Stefana Batorego pod kierunkiem Ludomira Sleńdzińskiego.
Po wojnie podjął pracę dydaktyczną w Wilnie, a po wysiedleniu Polaków z Wilna – w Bytomiu i Katowicach. Od 1959 był członkiem ZPAP.
Fascynowała go sztuka antyczna i śródziemnomorska. Częstym tematem jego obrazów były akty męskie i portrety młodzieńców, a ulubionymi motywami elementy architektury wileńskiej.